# Elaeagnus griffithii
Elaeagnus griffithii là một loài thực vật có hoa trong họ Elaeagnaceae. Loài này được Servett. mô tả khoa học đầu tiên năm 1908.